# Paraphelliactis pabista
Paraphelliactis pabista är en havsanemonart som beskrevs av Dunn 1982. Paraphelliactis pabista ingår i släktet Paraphelliactis och familjen Hormathiidae. Inga underarter finns listade i Catalogue of Life.